# 克勒旺拉韦讷
克勒旺拉韦讷（法語：Crevant-Laveine，法語發音：[kʁəvɑ̃ lavɛn]）是法国多姆山省的一个市镇，位于该省东北部，属于蒂耶尔区。

## 地理
克勒旺拉韦讷（45°54'53"N, 3°22'31"E）面积19.76 平方千米，位于法国奥弗涅-罗讷-阿尔卑斯大区多姆山省，该省份为法国中南部省份，北起阿列省接壤，东临卢瓦尔省，南至上盧瓦爾省和康塔爾省，西接科雷兹省和克勒兹省。
与克勒旺拉韦讷接壤的市镇（或旧市镇、城区）包括：比隆、屈亚、多拉、若兹、吕济亚、马兰格、诺阿亚、奥尔莱阿、万泽勒。
克勒旺拉韦讷的时区为UTC+01:00、UTC+02:00（夏令时）。

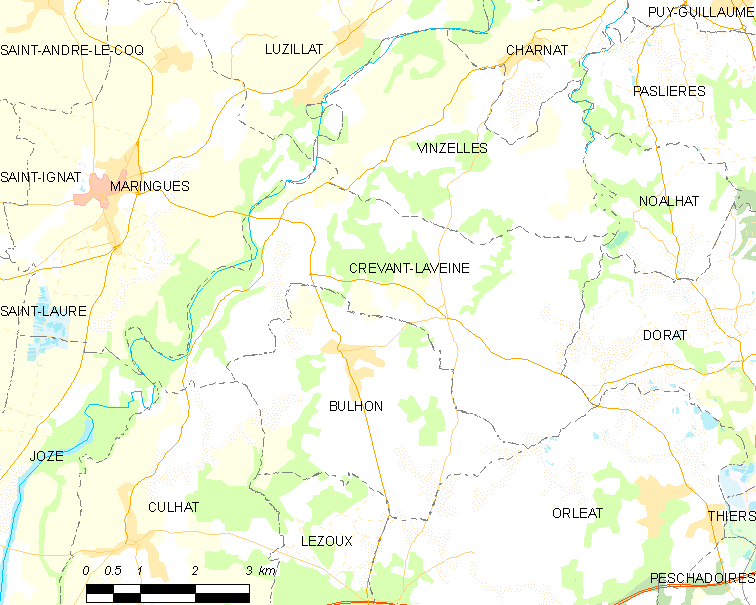
克勒旺拉韦讷的OSM定位图

## 行政
克勒旺拉韦讷的邮政编码为63350，INSEE市镇编码为63128。

## 政治
克勒旺拉韦讷所属的省级选区为勒祖县。

## 人口

1962-2008年间克勒旺拉韦讷人口变化图示

克勒旺拉韦讷于2022年1月1日时的人口数量为964人。